# Einar Lenngren
Carl Einar Lenngren, född 19 november 1918 i Hedemora, död 10 oktober 1973, var en svensk disponent.
Lenngren studerade vid Kungliga tekniska högskolan (KTH) och tog civilingenjörsexamen 1945. Han var från 1966 bruksdisponent vid Avesta jernverks AB.
Lenngren invaldes 1971 som ledamot av Ingenjörsvetenskapsakademien.